# Himekami
Himekami (姫神?) es un grupo japonés de música new age, fundado en 1980 por el compositor Yoshiaki Hoshi y su esposa Etsuko con el nombre de Himekami Sensation (姫神せんせいしょん Himekami Senseishon?), en 1984 cambió su nombre a Himekami.
Toma su nombre del Monte Himekami situado en Morioka, Prefectura de Iwate.
La formación actual del grupo está compuesta por el tecladista Yoshiki Hoshi (星吉紀?) y los vocalistas Wakako Nakajima, Tomoko Fujii, Junko Shiwa y Yoriko Sano. En 1981 editaron su primer trabajo, Oku no Hosomichi.
En 1993 Yoshiaki Hoshi fue director musical de la ceremonia inaugural del Campeonato Mundial de Deportes Alpino, realizado en Japón.
Hoshi falleció el 1 de octubre de 2004 a la edad de 58 años por un infarto. Su funeral se realizó en un santuario sintoísta en Hiraizumi. De este modo Himekami pierde el pilar del grupo, pero regresa en 2008 con su álbum Ama Takami no Kuni.

## Discografía

### Como Himekami Sensation
- Oku no Hosomichi (奥の細道?) (1981, basado en la obra de Matsuo Bashō)
- Tōno (遠野?) (1982)
- Himekami (姫神?) (1982, tema principal de la película Shiroikawa de Tetsutarō Murano)
- Himekami Densetsu (姫神伝説?) (1983)

Fuente:

### Como Himekami
- Mahoroba (まほろば?) (1984, con la colaboración de YAS-KAZ)
- Kaidō (海道?) (1985, con la colaboración de YAS-KAZ)
- Hokuten Gensō (北天幻想?) (1986)
- Setsufu (雪譜?) (1987)
- Toki wo Mitsumete (時をみつめて?) (1988, banda sonora de la XXXII Celebración de Yukunen Kurunen)
- Fūdoki (風土記?) (1989)
- Moonwater (1989, recopilatorio)
- Ihatove Hidakami (イーハトーヴォ日高見?) (1990)
- Snow Goddess (1991, recopilatorio)
- Zipangu Himekami (ZIPANGU姫神 Jipangu Himekami?) (1992)
- Homura (炎 -HOMURA-?) (1993, el tema "Kaze no Inori" de este álbum se usa para el segmento "Homura Kikō" de la NHK Taiga Drama Homura Tatsu)
- Tsugaru (東日流?) (1994)
- Mayohiga (マヨヒガ?) (1995)
- Jōdō Mandala (浄土曼陀羅 Jōdō Mandara?) (1995, en directo)
- Kaze no Jōmon (風の縄文?) (1996)
- Kaze no Jōmon II: Toki no Sora (風の縄文2 久遠(とき)の空?) (1997)
- Jōmon Kairyū: Kaze no Jōmon III (縄文海流 風の縄文3?) (1998, ganadora de la 40° Japan Record Project Award)[3]
- Shinrabansho (森羅万象?) (1998, recopilatorio)
- Seed (シード Shīdo?) (1999)
- Sennen Kairō (千年回廊?) (2000)
- Gensō Suikoden III (幻想水滸伝III?) (2002, tema de apertura de la banda sonora original)
- Aoi Hana (青い花?) (2003)
- Voices-Best (蒼穹の声?) (2004)
- Kaze no Densetsu (風の伝説?) (2004)
- Ama Takami no Kuni (天∴日高見乃國?) (2008, liberado a través de la web)
- Golden Best (ゴールデン☆ベスト?) (2011, recopilatorio 2CD Set)
- Voyage to Another World ~ Himekami TV Omnibus ~ (天空への旅?) (2013, con la colaboración de Origa)

Fuente:

### Singles
- Oku no Hosomichi (奥の細道?) (1981)
- Kaidō wo Yuku (海道を行く?) (1985, con la colaboración de YAS-KAZ, tema de la NHK Gurutto Kaidō 3000km)
- Tōku he Ikitai (遠くへいきたい?) (1994, con la colaboración de Oyunna)
- Miagereba, Hanabira (見上げれば、花びら?) (1996)
- Kamigami no Uta (神々の詩?) (1998, tema de la serie TBS con el mismo título)
- Mirai no Hitomi (未来の瞳?) (2000, tema de la serie TBS con el mismo título)

### DVD
- Jōdō Mandala (浄土曼陀羅?) (1995, edición del vídeo en directo "Hiraizumi Motsuji Joudo Teien Concert")
- Sacada al mercado en 1994-1995 por Pony Canyon.

Fuente: